# Nepantla de Sor Juana Inés de la Cruz
Nepantla de Sor Juana Inés de la Cruz är en ort i Mexiko.   Den ligger i kommunen Tepetlixpa och delstaten Mexiko, i den sydöstra delen av landet, 60 km sydost om huvudstaden Mexico City. Nepantla de Sor Juana Inés de la Cruz ligger 1 991 meter över havet och antalet invånare är 2 324.
Terrängen runt Nepantla de Sor Juana Inés de la Cruz är lite bergig. Runt Nepantla de Sor Juana Inés de la Cruz är det tätbefolkat, med 257 invånare per kvadratkilometer. Närmaste större samhälle är Ozumba de Alzate, 7,9 km nordost om Nepantla de Sor Juana Inés de la Cruz. I omgivningarna runt Nepantla de Sor Juana Inés de la Cruz växer huvudsakligen savannskog.